# Emanuil Gneftos
Niektóre z zamieszczonych tu informacji wymagają weryfikacji.
Dokładniejsze informacje o tym, co należy poprawić, być może znajdują się w dyskusji tego artykułu.
 Po wyeliminowaniu niedoskonałości należy usunąć szablon {{Dopracować}} z tego artykułu.
Emanuil (Manolis) Gneftos (gr. Εμμανουήλ Γνευτος) (ur. w 1904, zm. ?) – grecki bokser.
Gneftos brał udział na Igrzyskach Olimpijskich w 1924 roku, uczestniczył w zawodach kategorii półśredniej. W pierwszej rundzie przegrał z Andreasem Petersenem.